# Coupe des Tatras 1933
Navigation
Édition précédente Édition suivante
La Coupe des Tatras 1933 est la cinquième édition de hockey sur glace du tournoi organisé fin décembre dans la ville de Nový Smokovec en Tchécoslovaquie. 

## Résultats des matchs et classement
| Clt   | Équipe            | PJ | V | D | N | BP | BC | Diff | Pts |
| ----- | ----------------- | -- | - | - | - | -- | -- | ---- | --- |
| +001, | SK Prostějov      | 6  | 5 | 1 | 0 | 35 | 6  | +29  | 10  |
| +002, | Budapest BTE      | 6  | 5 | 1 | 0 | 20 | 11 | +9   | 10  |
| +003, | HC Währing        | 6  | 4 | 1 | 1 | 20 | 13 | +7   | 9   |
| +004, | KTH Krynica       | 6  | 2 | 3 | 1 | 8  | 53 | -45  | 5   |
| +005, | SK Viktoria Plzeň | 6  | 2 | 3 | 1 | 20 | 11 | +9   | 5   |
| +006, | Slovan Ostrava    | 6  | 1 | 4 | 1 | 20 | 13 | +7   | 3   |
| +007, | HC Poprad         | 6  | 0 | 5 | 1 | 8  | 53 | -45  | 1   |

- Vainqueur de la Coupe des Tatras 1933